# Mięsień pośladkowy mały

Mięsień pośladkowy mały

Mięsień pośladkowy mały (łac. musculus gluteus minimus) – w anatomii człowieka wachlarzowaty, pierzasty mięsień należący do grupy tylnej mięśni grzbietowych obręczy kończyny dolnej, jeden z trzech mięśni pośladkowych. Położony jest pod mięśniem pośladkowym średnim i mięśniem naprężaczem powięzi szerokiej. Jego przyczepem początkowym jest powierzchnia pośladkowa talerza kości biodrowej, między kresą pośladkową przednią i dolną. Dalej włókna mięśniowe zbiegają się wachlarzowato, tworząc silne, krótkie ścięgno, które przyczepia się na powierzchni przedniej krętarza większego kości udowej. Między jego ścięgnem a szczytem krętarza większego znajduje się kaletka maziowa. Mięsień pośladkowy mały unaczyniony jest przez tętnicę pośladkową górną i tętnicę okalającą udo boczną (od tętnicy głębokiej uda), a unerwiony przez nerw pośladkowy górny ze splotu krzyżowego (L4–S1).
Jest on najsilniejszym rotatorem wewnętrznym uda. Działa podobnie do mięśnia pośladkowego średniego. Oba powodują ruchy biodra w trzech płaszczyznach:
- w płaszczyźnie czołowej – oba mięśnie pośladkowe odwodzą udo w stawie biodrowym,
- w płaszczyźnie strzałkowej – części przednie zginają staw biodrowy, części tylne go prostują,
- w płaszczyźnie poziomej – części przednie rotują staw biodrowy do wewnątrz, części tylne na zewnątrz[1][3].

Przy ustalonym udzie tzn. np. podczas stania na jednej nodze zbliżają talerz kości biodrowej do krętarza większego kości udowej unosząc tym samym stronę przeciwną miednicy.